# 막스 아만

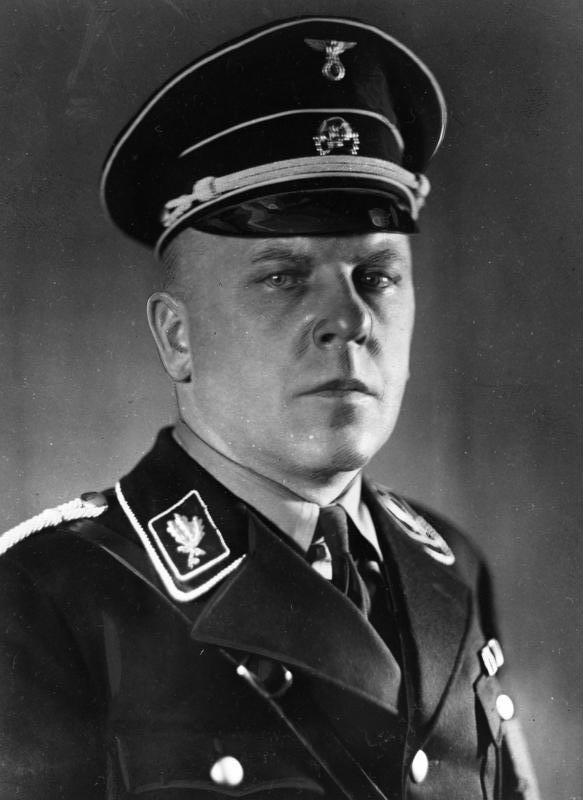
막스 아만

막스 아만 (Max Amann, 1891년 11월 24일 ~ 1957년 3월 10일) 은 나치의 관리이자 친위대 대장 (SS-Obergruppenführer) 으로, 정치인이자 언론인이다. 아돌프 히틀러의 저서인 나의 투쟁의 출판에 관여하였다.
아만은 1891년 11월 24일 뮌헨에서 태어났다. 제1차 세계 대전 동안에는 아돌프 히틀러의 하사관으로 일했으며, 수류탄 공격으로 팔을 잃었다. 1921년 10월 민족사회주의 독일 노동자당 (NSDAP) 에 입당하였고, 1922년 당 출판 부장이 되었으며, 1933년 제국 언론회 (Reichspressekammer) 회장이 되었다. 그는 또 출판사 'Eher-Verlag'를 이끌었으며, 여러 잡지들 중에서도 특히 친위대 (나치) (SS)의 잡지 다스 슈바르츠 코프스 (Das Schwarze Korps)를 출판하였다. 아마 아만의 가장 주목할 만한 기여는 히틀러를 설득하여 그의 첫 저서의 제목을 허위, 우열, 비겁에 대한 4년에 걸친 투쟁에서 나의 투쟁 (Mein Kampf)으로 바꾸게 한 것인데, 아만은 이 책의 출간도 맡아 'Eher-Verlag'의 주요 수입원이 되도록 하였다.
제3제국 시대에 아만은 (강제 점유를 통해) 독일 최대의 신문 출판인이 되었으며, 나치즘을 이용해 막대한 이익을 취했다. 자신의 지위를 이용하여 그는 나치의 산업 통제를 확립하였으며, 점차 아돌프 히틀러의 통치를 완전히 지지하지 않던 신문사들을 폐간시켰다.
하지만 연설과 토론 능력이 형편없던 아만은 당 관리로서는 재능이 부족하였다. 더구나 그의 필적은 읽기가 어려워서 그의 보좌관 롤프 린하르트 (Rolf Rienhardt) 가 글 쓰는 일을 대신 해주었다.
막스 아만은 전쟁 후에는 연합군에 체포되어 1948년 9월 8일에 유죄 판결을 받고 징역 10년형을 선고받았으나, 1953년에 가석방되었다. 가석방된 아만은 자신의 재산과 연금권을 잃고 가난하게 살다가 1957년 3월 30일, 뮌헨에서 사망하였다.

## 참조
- Hale, Oron. J, The Captive Press in the Third Reich, Princeton, 1964